# Otra dirección
Otra Dirección es el sexto disco de la cantante Chenoa. Este álbum es el primero que Chenoa edita sin el apoyo de grandes discográficas, pero sí ayudada por su equipo de más de 12 años, Alias Music que desde entonces es su disquera. El primer sencillo que se dio a conocer se titula "Quinta Dimensión" y se incluyó como el primero en el disco. Cuenta con un videoclip rodado en Barcelona por la productora Fitzcarraldo Films y con la colaboración de los actores Jaume Madaula y Noemí Costa, en el que se muestra la superación personal y física. El video del segundo sencillo, “Humanized”, se volvió a rodar con Fitzcarraldo Film y con actores Roger Batalla y Ferran Font. El tercer sencillo “Hoy sale el Sol” cuenta con un video grabado en el Hospital Universitario Son Espases de Palma de Mallorca donde participaron desinteresadamente la misma Chenoa, los pacientes oncopediátricos y los trabajadores del Hospital, Llar Dansa, Palma Pictures, Cinètica Produccions, ASPANOB y Alias Music. Chenoa ha cedido los derechos a beneficio de la Unidad de Oncología Pediátrica de Son Espases.
Como novedad en este disco, todas las canciones cuentan con su lyric video particular. Este disco no ha conseguido certificarse ya que solo ha conseguido vender 10.000 copias. Chenoa canta a dueto la canción "Drama" con Raphaella, una joven cantante inglesa.

## Lista de canciones
CD 1: 
- 1. Quinta Dimensión (Alfonso Samos, Bhavik Pattani, Hiten Bharadia, María Laura Corradini, Sanne Hans, William Henry) (3:18)
- 2. Ni un Minuto Más (Alfonso Samos, Bhavik Pattani, Hiten Bharadia, María Laura Corradini, Katerina Noorbergen, William Henry) (3:38)
- 3. Drama (Alfonso Samos, Bhavik Pattani, Hiten Bharadia, María Laura Corradini, Raphaella Mazaheri-Asadi, William Henry) (3:43)
- 4. Ya No Quiero Verte (Alfonso Samos, Hiten Bharadia, María Laura Corradini, María Marcus, Niclas Lundin, Tania Doko) (3:44)
- 5. Júrame (Alfonso Samos, Hiten Bharadia, Jamie Hartman, María Laura Corradini, Tiffany Page) (2:45)
- 6. Llegaré Hasta el Final (Alfonso Samos, Andreas Moe, Hiten Bharadia, María Laura Corradini, María Marcus) (3:37)
- 7. Hoy Sale el Sol (Alfonso Samos, María Laura Corradini) (3:14)
- 8. Súper Superficial (Alfonso Samos, Bhavik Pattani, Julia Fabrin Jakobsen, María Laura Corradini,  William Henry) (3:03)
- 9. Piérdete Preocupación (Alfonso Samos, María Laura Corradini)  (3:46)
- 10. De Lo Malo Lo Mejor (Alfonso Samos, María Laura Corradini)  (3:42)
- 11. Drama (feat. Raphaella) (Alfonso Samos, Bhavik Pattani, Hiten Bharadia, María Laura Corradini, Raphaella Mazaheri-Asadi, William Henry) (3:46)

CD 2: 
- 1. Life's an Equation (Bhavik Pattani, Hiten Bharadia, Sanne Hans, William Henry)
- 2. X Ray Eyes (Bhavik Pattani, Hiten Bharadia, Katerina Noorbergen, William Henry)
- 3. Dead in the Water ( Bhavik Pattani, Hiten Bharadia, Raphaella Mazaheri-Asadi, William Henry)
- 4. Arrested (Hiten Bharadia, María Marcus, Niclas Lundin, Tania Doko)
- 5. Humanized (Hiten Bharadia, Jamie Hartman, Tiffany Page)
- 6. Made That Way (Andreas Moe, Hiten Bharadia, María Marcus)
- 7. Follow the Sun (Alfonso Samos, Hiten Bharadia, María Laura Corradini, Raphaella Mazaheri-Asadi)
- 8. Borderline (Bhavik Pattani, Julia Fabrin Jakobsen, William Henry)